# Усипальниця Ценських
Усипа́льниця Це́нських (капли́ця Це́нських, пол. Sanktuarium/Kaplica Cieńskich z Okna) — усипальниця (каплиця з підземною криптою) польської шляхетської родини Ценських у селі Вікно на історичному Покутті.

## Історія
Збудована у першій половині XIX століття на новому сільському цвинтарі (з 1784 року у Австрії заборонено поховання біля парафіяльних церков). Складається з надземної (каплиця) і підземної (крипта) частин. Була місцем останнього спочинку родини Ценських.
За радянських часів поховання у підземеллі по-варварськи знищено. Від повної руйнації пам'ятку врятували занедбаність старої частини цвинтаря і наявність на ній у 40–50 роках «криївки» УПА.

## Сучасний стан
Науковцями пам'ятка ніколи не досліджувалась, у реєстрах та науковому обігу відсутня. Після 1991 року місцевою православною громадою розпочато реставрацію, яка наразі зупинилася (після зведення даху і невдалої зміни форми шпилю вежі).

## Галерея

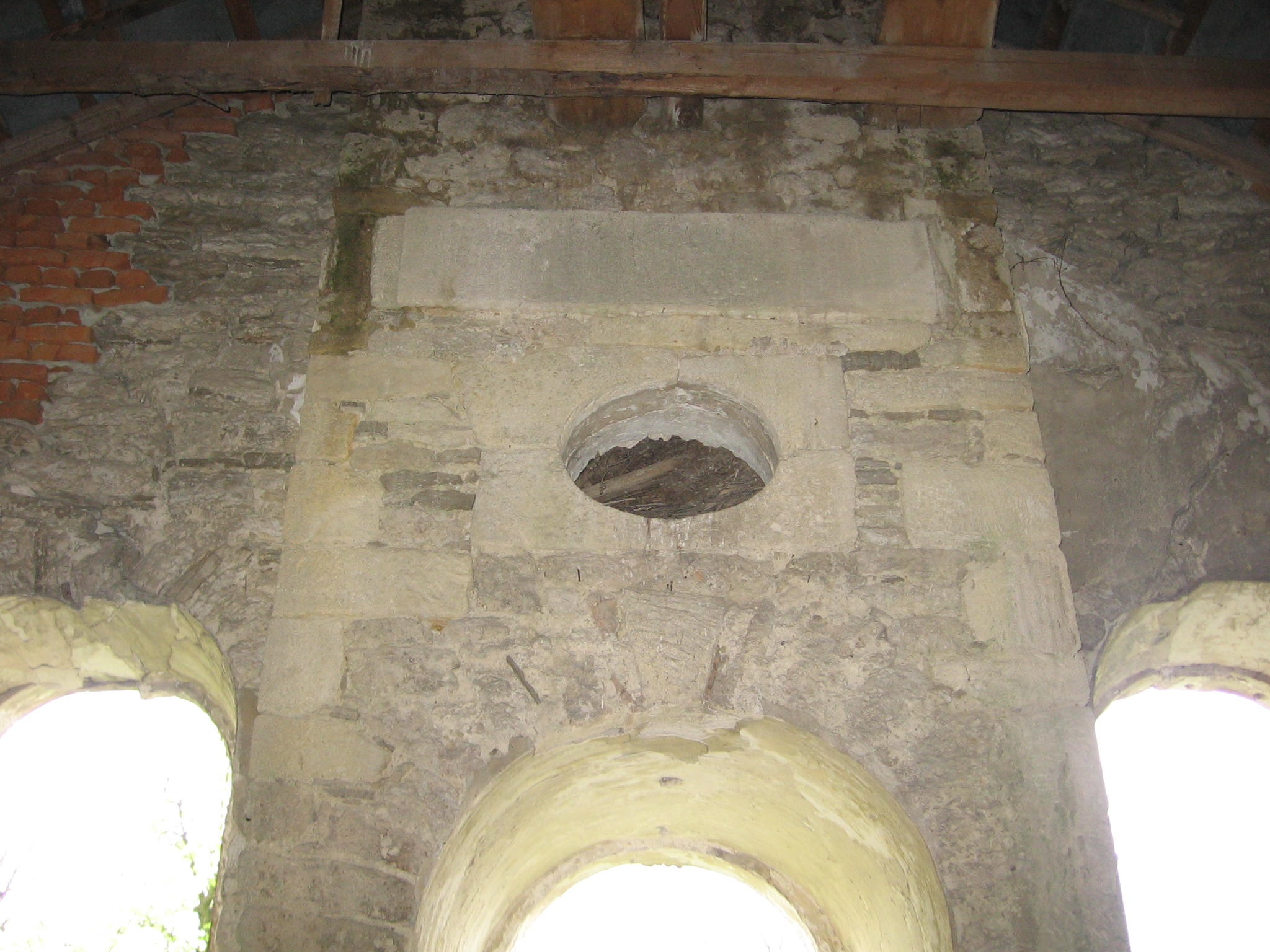
Внутрішній стан
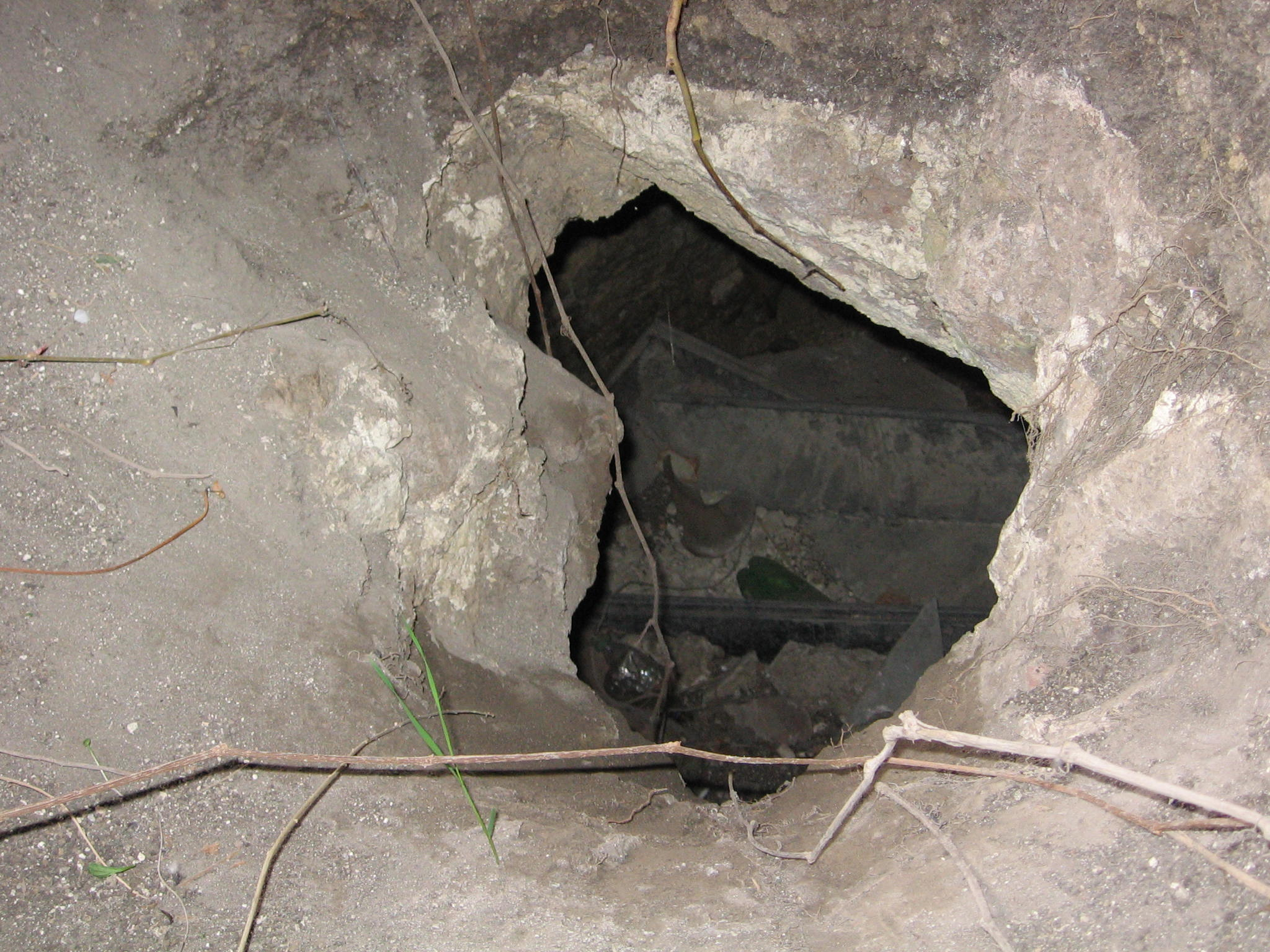
Крипта крізь пробоїну у підлозі каплиці
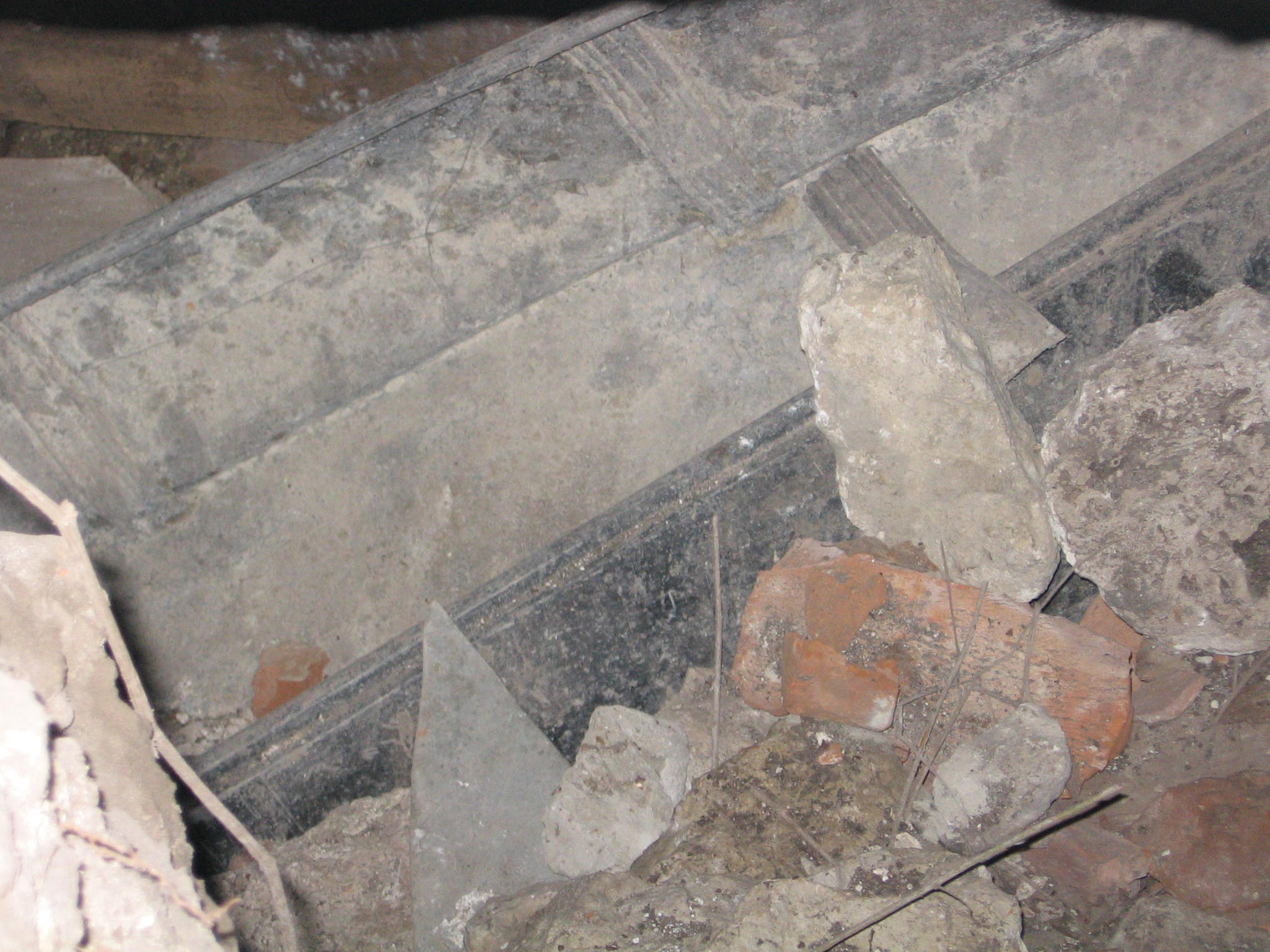
Крипта